# Eutreptiella pomquetensis
Eutreptiella pomquetensis is een soort in de taxonomische indeling van de Euglenozoa. Deze micro-organismen zijn eencellig en meestal rond de 15-40 mm groot. Het organisme komt uit het geslacht Eutreptiella en behoort tot de familie Eutreptiaceae. Eutreptiella pomquetensis werd in 2003 ontdekt door B. Marin, A. Palm, M. Klingberg & M. Melkonian.